# ルテチウム
ルテチウム (英: lutetium, lutecium [ljuːˈtiːʃiəm]) は原子番号71の元素。元素記号は Lu。銀白色の金属で、乾燥した空気中では腐食しないが湿った空気では腐食する。ランタノイド系列の最後の元素であり、伝統的に希土類元素に含まれる。第6周期の遷移元素の最初の元素と見なされることもあるが、ランタンがそう見なされることの方が多い。
1907年にフランスの科学者ジョルジュ・ユルバン、オーストリアの鉱物学者カール・ヴェルスバッハ男爵（フライヘル）、およびアメリカの化学者チャールズ・ジェームスにより独立に発見された。これらの研究者全員が以前は完全にイッテルビウムで構成されていると考えられていた鉱物イッテルビアの不純物としてルテチウムを発見した。この後すぐに発見の優先順位に関する議論が生じ、ユルバンとヴェルスバッハは互いに発表した研究結果を批判した。命名する栄誉はユルバンに与えられ彼はこの新元素にルテシウム(lutecium)と命名した。1949年に綴りがルテチウム(lutetium)に変更された。1909年、優先順位がユルバンに与えられ彼がつけた名称が公式の名称に採用されたが、ヴェルスバッハが提案したカシオペウム(cassiopeium)（後にカシオピウム(cassiopium)に変更）は1950年代まで多くのドイツの科学者により使用されていた。
特に豊富な元素ではないが、地殻では銀よりもはるかに多い。特定の用途はほとんどない。ルテチウム176は比較的豊富(2.5%)な放射性同位体で半減期は約380億年であり、鉱物や隕石の年代決定に使用される。ルテチウムは通常、イットリウムと関連して発生し、ときどき金属合金や様々な化学反応の触媒として使用される。177Lu-DOTA-TATEは神経内分泌腫瘍の放射性核種療法（核医学参照）に使用される。ランタノイドの中で最大のブリネル硬さを持ち890–1300MPaである。

## 特徴

### 物理的性質
ルテチウム原子には71個の電子があり、電子配置は[Xe] 4f145d16s2である。化学反応に加わると、原子は2つの最外殻電子と1つの5d電子を失う。ランタノイド収縮によりルテチウム原子はランタノイドの原子の中で最も小さく、結果としてランタノイドで最大の密度、融点、硬度を持つ。

### 化学的性質と化合物
ルテチウムの化合物におけるルテチウムは常に酸化数+3である。ほとんどのルテチウム塩の水溶液は無色であり、ヨウ化物を除き乾燥すると白色の結晶性固体を形成する。硝酸塩、硫酸塩、酢酸塩などの可溶性の塩は結晶化すると水和物を形成する。酸化物、水酸化物、フッ化物、炭酸塩、リン酸塩、シュウ酸塩は水に溶けない。
金属ルテチウムは標準状態では空気中でわずかに不安定であるが、150 °Cで容易に燃焼して酸化ルテチウムを形成する。ここで得られる化合物は水と二酸化炭素を吸収することが知られており、閉鎖された雰囲気から大気を取り除くためにも使うことができる。ルテチウムと水の間の反応が起きているときにも同様のものが観察され（冷たいときは遅く、熱いときは速い）、この反応により水酸化ルテチウムが形成される。ルテチウム金属は4つの軽いハロゲンと反応して三ハロゲン化物を形成することが知られており、その全て（フッ化物を除く）は水溶性である。
ルテチウムは弱酸および希硫酸に容易に溶解し、無色のルテチウムイオンを含む溶液を形成する。このルテチウムイオンは7-9個の水分子により配位され、平均は[Lu(H2O)8.2]3+である。
2 Lu + 3 H2SO4 → 2 Lu3+ + 3 SO2–
4 + 3 H2↑

### 同位体
ルテチウムは天然に2つの同位体が存在する（ルテチウム175、ルテチウム176）。前者の同位体は安定しており、同位体はモノアイソトピックになる。後者のルテチウム176はベータ崩壊し半減期は3.719（± 0.007）×1010年（371.9億年）であり、天然のルテチウムの約2.5%を構成する。またルテチウム176は宇宙核原子核時計としても期待されている。現在までに32個の人工放射性同位体が特性評価されており、質量範囲は149.973（ルテチウム150）から183.961（ルテチウム184）である。このような同位体で最も安定しているのは半減期3.31年のルテチウム174 (lutetium-184); the most stable such isotopes are lutetium-174 with a half-life of 3.31 years, and lutetium-174と半減期1.37年のルテチウム173である。残りの全ての放射性同位体の半減期は9日未満であり、この大部分の半減期は30分未満である。安定したルテチウム175より軽い同位体は電子捕獲によりいくつかのアルファ粒子と陽電子の放出を伴って崩壊する（その後イッテルビウムの同位体を生成する）。より重い同位体は主にベータ崩壊し、ハフニウムの同位体を生成する。
また、42の核異性体があり、質量は150、151、153–162、166–180である（すべての質量番号が1つの異性体にのみ対応しているわけではない）。この中で最も安定しているのはルテチウム177m（半減期160.4日）、ルテチウム174m（半減期142日）である。これらの半減期はルテチウム173, 174, 176を除くすべての放射性ルテチウム同位体の基底状態の半減期よりも長い。

## 歴史
パリのラテン語名ルテティアにその名を由来するルテチウムは、1907年にフランスの科学者ジョルジュ・ユルバン、オーストリアの鉱物学者カール・ヴェルスバッハ男爵、アメリカの化学者チャールズ・ジェームスによりそれぞれ独立に発見された。彼らはルテチウムをイッテルビアの不純物として発見した。これはスイスの化学者ジャン・マリニャックにより完全にイッテルビウムで構成されると考えられていた。科学者たちはこの元素に異なる名前を提案した。ユルバンはネオイッテルビウム(neoytterbium)やルテシウム(lutecium)を選択し、ヴェルスバッハはアルデバラニウム(aldebaranium)やカシオペウム(cassiopeium)（アルデバランとカシオペヤ座にちなむ）を選択した。これらの論文は両方とも自身の結果に基づいてもう1人を非難した。
当時、新元素の名前の帰属を任されていた同位体存在度委員会は、マリニャックのイッテルビウムからのルテチウムの分離がユルバンによって最初に記述されたという事実に基づきユルバンに優先権を与え、彼が提案した名前を公式の名前として採用し1909年にこの論争は解決した。しかし、ユルバンが提案した名前が承認された後はネオイッテルビウムはイッテルビウムに戻った。1950年代までドイツ語を話す化学者の中にはルテチウムをヴェルスバッハが提案した名前であるカシオペウムと呼ぶ者もいた。1949年に綴りがlutetium（ルテチウム）に変更された。この理由はヴェルスバッハの1907年のルテチウムの試料は純粋であったのに対しユルバンの1907年の試料には微量のルテチウムしか含まれていなかったためである。後にこのことによりユルバンは元素72を発見したと誤解しこれにセルチウムと名付けたが、実際にはこれは非常に純粋なルテチウムであった。元素72に関するユルバンの研究が信用を失うと元素71に関するヴェルスバッハの研究が再評価され、しばらくの間ドイツ語圏の国ではカシオペウムに改名されていた。優先権主張の対象から外れたチャールズ・ジェームスはずっと大規模に研究し、当時最大のルテチウム供給量を保持していた。純粋なルテチウム金属は1953年に初めて製造された。
2025年4月、アメリカ合衆国は、中国を含む対米貿易赤字額が大きい国・地域に相互関税を賦課すると発表。これに中国は、ルテチウムを含む7つの中・重希土類の輸出規制を通告して対抗した。

## 発生・製造

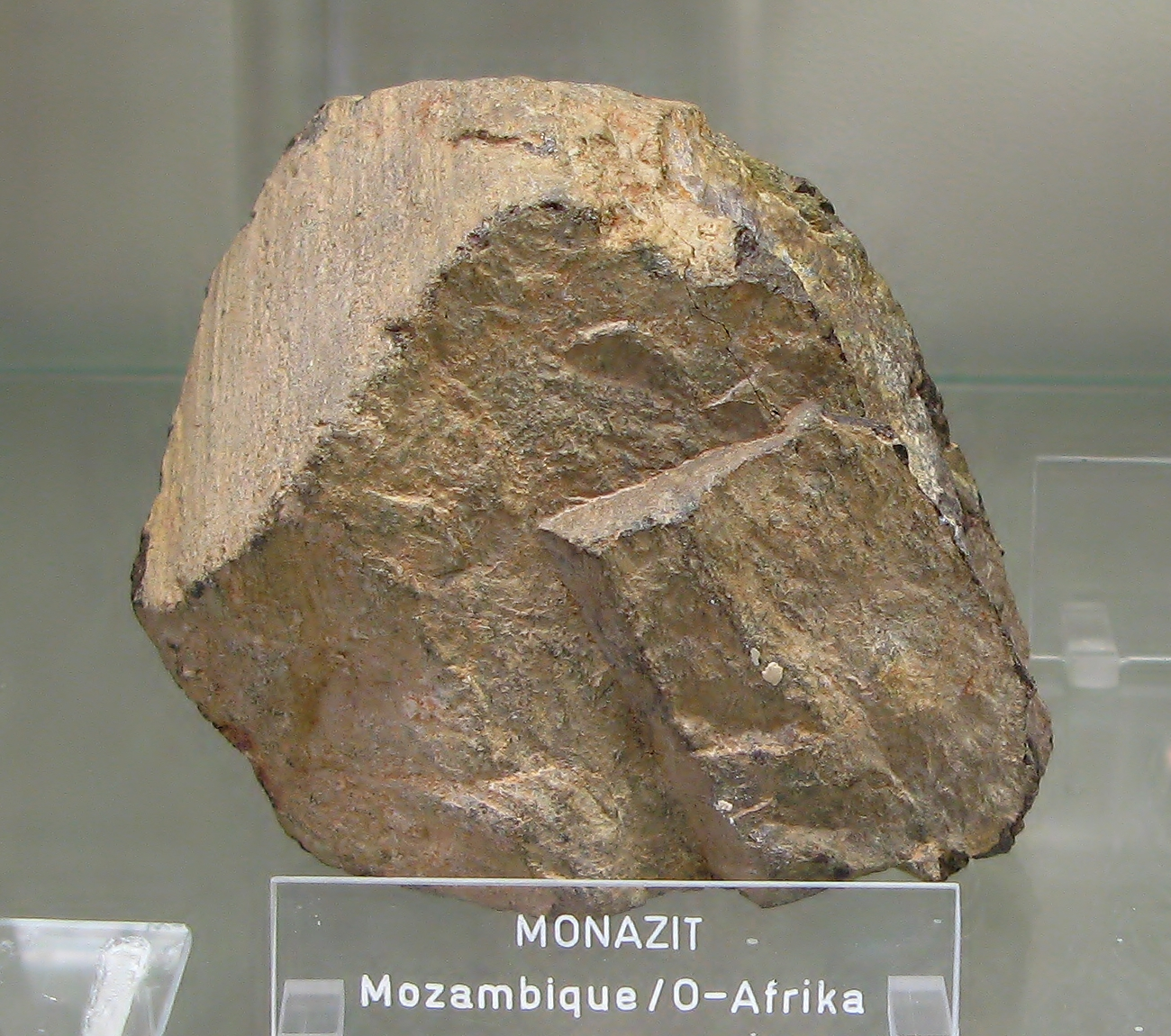
モナザイト

ルテチウムは他の全てのすべての希土類金属で見つかるがルテチウムだけでは見つからず、他の元素から分離することは非常に難しい。主な商業的供給源は希土類のリン酸塩鉱物であるモナザイト(Ce,La,...)PO4を処理したときの副産物であるがその濃度はたった0.0001%であるが、地殻中のルテチウムの存在量である約0.5 mg/kgとあまり変わらない。ルテチウムを主成分とする鉱物は現在のところ知られていない。主な採掘地域は中国、米国、ブラジル、インド、スリランカ、オーストラリアである。世界のルテチウムの生産量（酸化物で）は年間約10トンである。純粋なルテチウム金属は調製が非常に難しい。希土類元素の中で最も希少で最も高価な金属の1つであり、価格は1キログラムあたり10,000アメリカドルで、金の約4分の1である。
粉砕された鉱物は高温の濃硫酸で処理され、希土類の水溶性硫酸塩を生成する。トリウムは水酸化物として溶液から沈殿し取り除かれる。その後溶液はシュウ酸アンモニウムで処理され希土類は不溶性のシュウ酸塩に変換される。シュウ酸塩はアニーリングにより酸化物に変換される。酸化物は硝酸に溶かされて主要な成分であるセリウム（酸化物が硝酸に不溶）を取り除く。ルテシウム含むいくつかの希土類金属は結晶化により硝酸アンモニウムとの複塩として分離される。この過程では希土類イオンは樹脂に存在する水素、アンモニウム、または同イオンと交換することで適切なイオン交換樹脂に吸着される。ルテチウム塩は適切な錯化剤により選択的に洗い流される。次にルテチウム金属はアルカリ金属またはアルカリ土類金属のいずれかによる無水LuCl3またはLuF3の還元により得られる。
2 LuCl3 + 3 Ca → 2 Lu + 3 CaCl2

## 用途
生産が難しく価格が高く、他のランタノイドよりも希少であるが化学的にはあまり変わらないため商業的な用途はほとんどない。しかし、安定したルテチウムは製油所の石油クラッキングの触媒として使用することができ、アルキル化、水素化、重合の用途にも使用できる。
ルテチウムアルミニウムガーネット(Al5Lu3O12)は、高い屈折率の液浸リソグラフィにおけるレンズ材料として使用することが提案されている。さらに磁気バブルメモリデバイスで使用されているガドリニウムガリウムガーネット(GGG)に少量のルテチウムがドーパントとして添加されている。セリウムをドープしたルテチウムオキシオルトシリケート(LSO)は現在ポジトロン断層法(PET)の検出器で好まれる化合物である。ルテチウムアルミニウムガーネット(LuAG)はLED電球の蛍光体として使用される。
安定したルテチウムの他に放射性同位体にもいくつか特定の用途がある。ルテチウム176は半減期と崩壊モードが適していることから、中性子活性化にさらされたルテチウムを用いた純粋なベータ放射体として、また、隕石の年代を測定するルテチウム-ハフニウム法にも使用される。ドータオクトレオテートと結合した人工同位体ルテチウム177（ソマトスタチンの類似物）は、実験的に神経内分泌腫瘍の標的放射性核種療法で使用される。実際、ルテチウム177は神経内分泌腫瘍療法や骨痛緩和のための放射性核種としての使用が増えている。研究においては、ルテチウムイオン原子時計が既存の原子時計よりも高い精度を提供できることが示されている。
タンタル酸ルテチウム (LuTaO4) は最も密度の高い安定な白色物質と知られている（密度9.81 g/cm3）)。それゆえ理想的なX線蛍光体である。唯一これより密度の高い白色物質は二酸化トリウムであり、密度は10 g/cm3であるが、含まれるトリウムは放射性である。

## 注意点
ルテチウムは他の希土類元素と同様に毒性が低いと考えられているが、化合物は慎重に扱うべきである。例えば、フッ化ルテチウムの吸入は危険であり、化合物は皮膚を刺激する。硝酸ルテチウムは一度加熱すると爆発してやけどする可能性があり危険な場合がある。酸化ルテチウムの粉末は吸入したり摂取したりすると同様に有毒である。
他の希土類元素と同様にルテチウムは生物学的な役割は知られていないが、ヒトでも発見されており、骨に集中しており肝臓や腎臓では骨よりは少ないが存在する。ルテチウム塩は自然界で他のランタノイド塩と一緒に生じることが知られており、人体で最も少ないランタノイドである。ヒトの食事ではルテチウム含有量について調べられていないため、ヒトが平均的に摂取する量は不明であるが、推定ではその量は年間数マイクログラムに過ぎず、すべて植物が摂取した少量のルテチウムに由来する。可溶性のルテチウム塩は少し毒性があるが、不溶性のものはそうではない。